# Sigurnosno-obavještajni sustav u Hrvatskoj
Sigurnosno-obavještajni sustav u Republici Hrvatskoj reformiran je sredinom 2006. godine donošenjem Zakona o sigurnosno-obavještajnom sustavu. Tim zakonom ustrojene su dvije sigurnosne službe (tzv. tajne službe),  civilna - Sigurnosno-obavještajna agencija (SOA) te vojna - Vojna sigurnosno-obavještajna agencija (VSOA).

## Razvoj sustava nacionalne sigurnosti

### 1993. – 2002.
Tijekom 90-tih godina prošlog stoljeća središnje tijelo za obavljanje poslova nacionalne sigurnosti bio je Ured za nacionalnu sigurnost (UNS). UNS je osnovan odlukom predsjednika Republike u ožujku 1993. godine, a u zakonski okvir stavljen je donošenjem Zakonom o Uredu za nacionalnu sigurnost 1995. godine. Prema spomenutom Zakonu, UNS je usklađivao rad državnih ministarstava u obavljanju poslova nacionalne sigurnosti, usmjeravao i nadzira rad obavještajnih i protuobavještajnih službi, objedinjavao, raščlanjivao i procjenjivao obavještajne podatke i izvješća potrebna za obavljanje ustavnih ovlasti predsjednika Republike i Vlade RH te skrbio za protuobavještajnu zaštitu i osiguranje Predsjednika Republike, Hrvatskog sabora i Vlade RH i objekata koje oni korist.
Radi ostvarivanja poslova koji su mu bili povjereni, u UNS-u su bile osnovane službe:
- Hrvatska izvještajna služba (HIS) - bila je središnja služba UNS-a i jedina vanjska obavještajna služba Republike Hrvatske
- Nadzorna služba -  zadužena za nadziranje ustavnost i zakonitost rada izvještajnih službi.
- Stožer osiguranja - tijelo koje je koordiniralo, nadziralo i usmjeravalo rad službi koje obavljaju poslove osiguranja i zaštite štićenih osoba i objekata.

Radi obavljanja stručnih poslova u UNS-u, bile su ustrojene i stručne službe:
- Nacionalna služba elektroničkog izviđanja (NSEI) - stručna služba UNS-a koja je bila povezana sa Središnjicom elektroničkog izviđanja Glavnog stožera oružanih snaga Republike Hrvatske. NSEI je bila zadužena za koordiniranje, usmjeravanje i nadziranje elektroničkog izviđanja svih vrsta signala izvan granica RH, a unutar granica RH diverzantsko-terorističkih veza i neodobrenih signala obavještajne namjene. NSEI je bila nositelj istraživanja, razvoja, normiranja, obuke, izgradnje, održavanja i nadzora kriptoloških sustava i metoda u tijelima državne vlasti.
- Obavještajna akademija - nastavna i istraživačka ustanova UNS-a koja skrbi o obuci i obrazovanju kadrova za potrebe obavještajne zajednice RH.

Uredom je upravljao predstojnik kojeg je imenovao i razrješavao predsjednik Republike.
Nadzor nad zakonitošću rada UNS-a obavljao je Zastupnički dom Hrvatskog sabora putem Odbora za unutarnju politiku i nacionalnu sigurnost te predsjednik Republike.
Ciljeve i zadaće obavještajne zajednice određivao je Stožerni odbor nacionalne sigurnosti (SONS) i Koordinacijski odbor obavještajne zajednice (KOOZ). Zadaća SONS-a bila je usmjeravanje i usklađivanje rada državnih ministarstava u obavljanju poslova nacionalne sigurnosti, dok je KOOZ bio odgovoran za provedbu zadaća dobivenih od SONS-a.
Jezgru obavještajne zajednice činile su četiri službe koje su se bavile obavještajnim radom:
- Hrvatska izvještajna služba (HIS) - bila je zadužena za prikupljanje, analiziranje i procjenjivanje podataka koje je pribavljala u inozemstvu neposrednim operativnim radom, dok je na teritoriju RH mogla djelovati samo prema strancima u suradnji s drugim službama. Također je bila ovlaštena za suradnju sa stranim izvještajnim službama.
- Služba za zaštitu ustavnog poretka Ministarstva unutarnjih poslova RH (SZUP) - sukladno odredbama tada važećih odredaba Zakona o unutarnjim poslovima, bila je zadužena izvršavati zadaće zaštite ustavnog poretka, osobito zadaće protuobavještajne zaštite na cjelokupnom teritoriju RH. Sprječavala je djelovanje i namjere za nasilno ugrožavanje i rušenje ustavnog uređenja zemlje, bavila se terorizmom i organiziranim kriminalom, na teritoriju RH.
- Sigurnosno-informativna služba Ministarstva obrane RH (SIS) - sukladno tada važećem Zakonu o obrani, SIS je bio zadužen prikupljati informacije radi protuobavještajne zaštite oružanih snaga i Ministarstva obrane RH. SIS nije imao ovlasti prema civilnim osobama državljanima RH. SIS je također obavljao protuobavještajnu i sigurnosnu zaštitu vojne proizvodnje.
- Obavještajna uprava Glavnog stožera Oružanih snaga RH (ObU GSOSRH) - bila je zadužena za prikupljanje obavještajnih podataka za potrebe Hrvatske vojske.

Članica obavještajne zajednice bila je i Uprava za međunarodnu vojnu suradnju Ministarstva obrane RH, ali ona nije bila obavještajna služba u pravom smislu te riječi jer je prikupljala podatke putem diplomatskih kontakata i službene suradnje s ministarstvima obrane drugih zemalja.
Predsjednik RH davao je smjernice za rad UNS-u i obavještajnoj zajednici RH. Predstojnik UNS-a i državni ministri određivali su zadaće službama za koje su bili odgovorni. Godišnji plan rada obavještajne zajednice pripremao je KOOZ, a sastojao se od projekata i operativnih akcija u izvedbi kojih moraju sudjelovati dvije ili više službi. SONS je odobravao godišnji plan rada obavještajne zajednice te nadzirao njegovu izvedbu.
Osim gore spomenutog UNS-a te službi, širi krug sigurnosnog sustava činile su i kriminalistička policija, vojna policija, carinska služba, financijska policija, čiji su se predstavnici mogli pozvati na sjednice KOOZ-a.

### 2002. – 2006.
Sliku o obavještajno-sigurnosnom sustavu 90-tih godina 20. stoljeća, narušile su brojne t.zv. špijunske afere[koje?] i prisluškivanja novinara. Dolaskom nove vlasti 2000. godine krenulo se u reformu sigurnosno-obavještajnog sustava, prije svega uz izliku jasnog definiranja ovlasti t.zv. tajnih službi u sferi zadiranja u ustavom zajamčena ljudska prava, ali i uređivanja postupka imenovanja i razrješenja šefova tajnih službi, usmjeravanja njihova rada te nadzora.
Reforma je započela donošenjem ustavnih promjena 2000. godine[kada, br. NN]. Članak 102. Ustava Republike Hrvatske odredio je da "predsjednik Republike i Vlada Republike Hrvatske, u skladu s Ustavom i zakonom, surađuju u usmjeravanju rada sigurnosnih službi. Imenovanje čelnika sigurnosnih službi, uz prethodno pribavljeno mišljenje nadležnog odbora Hrvatskoga sabora, supotpisuje Predsjednik Republike i predsjednik Vlade Republike Hrvatske". 2002. godine Hrvatski sabor donio je Zakon o sigurnosnim službama Republike Hrvatske te Strategiju nacionalne sigurnosti Republike Hrvatske.
Od 1. travnja 2002. godine su se novim Zakonom o sigurnosnim službama ugasile tajne službe: Ured za nacionalnu sigurnost (UNS), Služba za zaštitu ustavnog poretka (SZUP), Sigurnosno-informativna služba (SIS) te Obavještajna uprava Glavnog stožera (OU GS). Preustrojem je smanjen broj tajnih služba te uspostavljen drukčiji nadzor nad njima. Zaposlenici, prostor, oprema i tehnika UNS-a i SZUP-a potpoali su pod OA (Obavještajnu agenciju), a zaposlenici, prostor, oprema i tehnika SIS-a i Obavještajne uprave GS-a potpali su pod POA.
Tim zakonom osnovane su tri sigurnosne službe:
- Obavještajna agencija (OA),
- Protuobavještajna agencija (POA),
- Vojna sigurnosna agencija (VSA).

Radi ostvarivanja suradnje predsjednika Republike i Vlade Republike Hrvatske u usmjeravanju rada sigurnosnih službi osnovano je Vijeće za nacionalnu sigurnost, a radi operativnog usklađivanja rada sigurnosnih službi Savjet za koordinaciju sigurnosnih službi. Vijeće za nacionalnu sigurnost činili su predsjednik Republike, predsjednik Vlade, član Vlade zadužen za nacionalnu sigurnost, ministar nadležan za poslove obrane, ministar nadležan za unutarnje poslove, ministar nadležan za vanjske poslove, ministar nadležan za pravosuđe i načelnik Glavnog stožera Oružanih snaga Republike Hrvatske, a u radu Vijeća sudjelovao je i predsjednik Hrvatskog sabora. U doba ratnog stanja u radu Vijeća Zakon je predviđao i sudjelovanje predsjednika saborskog odbora za nacionalnu sigurnost, ministra financija te minstra zaduženog za gospodarstvo.
Ured Vijeća za nacionalnu sigurnost osnovan je radi obavljanja stručnih i administrativnih poslova za Vijeće za nacionalnu sigurnost i Savjet za koordinaciju sigurnosnih službi.
Obavještajna agencija (OA) djelovanjem u inozemstvu prikupljala je, analizirala, obrađivala i ocjenjivala podatke političke, gospodarske, sigurnosne i vojne prirode koji se odnose na strane države, međunarodne vladine i nevladine organizacije, političke, vojne i gospodarske saveze, skupine i osobe, osobito one koji ukazuju na namjere, mogućnosti, prikrivene planove i tajna djelovanja koja su usmjerena na ugrožavanje nacionalne sigurnosti.
Protuobavještajna agencija (POA) planirala je i provodila protuobavještajno djelovanje u zemlji. Prikupljala je, analizirala, obrađivala i ocjenjivala podatke o djelovanju stranih obavještajnih službi, i o djelovanju pojedinih osoba, grupa i organizacija na teritoriju Republike Hrvatske koja su usmjerena protiv nacionalne sigurnosti. POA je sudjelovala u protuobavještajnoj zaštiti i skrbi za sigurnost zaštićenih osoba, objekata i prostora određenih odlukom Vlade, te važnijih skupova i sastanaka kada je to zatraži Vlada. Također POA je u obavljanju poslova protuobavještajne zaštite izrađivala sigurnosne provjere osoba kojima se povjeravaju tajni podatci i predmeti posebnog interesa, osoba koje takvim podatcima i predmetima mogu imati pristup, i osoba koje su zaposlene ili će se zaposliti u državnoj upravi i stručnim službama tijela državne vlasti te pravnim osobama na poslovima značajnim za nacionalnu sigurnost. U POA-i je bio ustrojen operativno-tehnički centar za nadzor telekomunikacija koji je obavljao tehničku koordinaciju s telekomunikacijskim operatorima u Republici Hrvatskoj, nadzirao organizaciju informacijske sigurnosti u tijelima državne vlasti, usmjerava provedbu mjera iz područja informacijske sigurnosti i kripto-zaštitu tijela državne vlasti, te imao ovlast nadzora rada davatelja telekomunikacijskih usluga u okviru sustava nacionalne sigurnosti Republike Hrvatske.
Vojna sigurnosna agencija (VSA) je bila ustrojstvena jedinica Ministarstva obrane za planiranje i provođenje potpore Ministarstvu obrane i Oružanim snagama Republike Hrvatske za izvršenje zadaća obrane opstojnosti, suvereniteta, neovisnosti i teritorijalne cjelovitosti Republike Hrvatske. VSA je u obavljanju obavještajnih poslova analizirala, obrađivala i ocjenjivala podatke o vojskama i obrambenim sustavima drugih zemalja, o vanjskim pritiscima koji mogu imati utjecaj na obrambenu sigurnost, o aktivnostima u inozemstvu koje su usmjerene na ugrožavanje obrambene sigurnosti zemlje, koje joj u doba mira prikuplja OA, dok ih u doba ratnog stanja i stanju neposredne ugroženosti opstojnosti, jedinstvenosti i teritorijalne cjelovitosti Republike Hrvatske mogla i sama prikupljati radom u inozemstvu.
Nadzor nad sigurnosnim službama vršio je Hrvatski sabor neposredno i putem odbora nadležnog za nacionalnu sigurnost. Po prvi puta Zakonom je bilo s ciljem ostvarivanja građanskog nadzora nad radom sigurnosnih službi osnivano i Vijeće za nadzor sigurnosnih službi, sastavljeno od predsjednika i šest članova koje je imenovao Hrvatski sabor.

## Današnji sigurnosno-obavještajni sustav
Donošenjem Zakona o sigurnosno-obavještajnom sustavu sredinom 2006. godine i njegovim stupanjem na snagu 17. kolovoza 2006. godine, prestale su s radom Obavještajna (OA) i Protuobavještajna agencija (POA), koje su se ujedinile u novu Sigurnosno-obavještajnu agenciju (SOA), dok je Vojnosigurnosna agencija nastavila s radom kao Vojna sigurnosno-obavještajna agencija (VSOA) te joj je omogućen rad u inozemstvu.
Za poslove ostvarivanja suradnje koju predviđa Ustav Republike Hrvatske između predsjednka Republike i Vlade Republike Hrvatske u usmjeravanju rada sigurnosno-obavještajnih agencija nadležno je Vijeće za nacionalnu sigurnost, a za operativno usklađivanje rada sigurnosno-obavještajnih agencija Savjet za koordinaciju sigurnosno-obavještajnih agencija.
Zakonom su predviđena još neka tijela:
- Ured Vijeća za nacionalnu sigurnost (UVNS) obavlja stručne i administrativne poslove za Vijeće za nacionalnu sigurnost i Savjet za koordinaciju sigurnosno-obavještajnih agencija, obavlja poslove koji Vijeću za nacionalnu sigurnost omogućavaju analizu izvješća sigurnosno-obavještajnih agencija i ocjenu postizanja ciljeva rada sigurnosno-obavještajnih agencija, ocjenu provođenja odluka Predsjednika Republike i Vlade u usmjeravanju rada sigurnosno-obavještajnih agencija te poslove koji Predsjedniku Republike i Vladi omogućavaju nadzor nad radom sigurnosno-obavještajnih agencija.,
- Zavod za sigurnost informacijskih sustava (ZSIS) je središnje državno tijelo za obavljanje poslova u tehničkim područjima informacijske sigurnosti državnih tijela Republike Hrvatske.
- Operativno-tehnički centar za nadzor telekomunikacija (OTC) obavljanja aktivacije i upravljanja mjerom tajnog nadzora telekomunikacijskih usluga, djelatnosti i prometa te ostvarivanja operativno-tehničke koordinacije između pravnih i fizičkih osoba koje raspolažu javnom telekomunikacijskom mrežom i pružaju javne telekomunikacijske usluge i usluge pristupa u Republici Hrvatskoj i tijela koja su ovlaštena za primjenu mjera tajnog nadzora telekomunikacija.

## Nadzor nad sigurnosno-obavještajnim agencijama
Prilikom donošenja Zakona sigurnosno-obavještajnom sustavu, najviše polemika vodilo se oko nadzora na tajnim službama, odnosno sigurnosnim agencijama. Zakon predviđa nekoliko vrsta nadzora. Prema Zakonu nadzor nad sigurnosno-obavještajnim agencijama provode:
- Hrvatski sabor, bilo neposredno, bilo putem Odbora za nacionalnu sigurnost te putem Vijeća za građanski nadzor sigurnosno-obavještajnih agencija (parlamentarni nadzor)
- Ured Vijeća za nacionalnu sigurnost obavlja stručni nadzor nad radom sigurnosno-obavještajnih agencija i OTC-a.
- Vijeće za građanski nadzor sigurnosno-obavještajnih agencija je sedmeročlano tijelo koje obavlja građanski nadzor nad radom sigurnosno-obavještajnih agencija
- unutar svake agencije postoji i unutarnji nadzor, a za rad same agencije odgovoran je ravnatelj. U SOA-i je također ustrojen disciplinski sud, a u VSOA-i disciplinsko-stegovni sud koji odlučuju u slučaju težih povreda službenih, odnosno radnih dužnosti zaposlenika.